# ステークホルダーマップ
ステークホルダーマップとはカスタマージャーニーマップに代表される、サービスデザインの方法論の一つである。

## 概要
カスタマージャーニーマップがユーザー視点のサービスを取り巻く環境をマッピングするのに対して、ステークホルダーマップは文字通り、サービスを取り巻くサービス提供者をマッピングする手法である。
これによって、ステークホルダーのそれぞれが、どのような目的や行動を行っているかを理解するということに加え、サービス受給者であるユーザー視点で浮き彫りになった不満や問題点を、引き起こしている原因はどこにあるのかを明確に理解するためのツールである。

## 方法
ステークホルダーマップを制作するにあたって、まずフロントエンドとバックエンドを見分ける必要がある。フロントエンドはそのサービスについて、目で見える範囲を示し、バックエンドはそのサービスが提供されるまでの見えない範囲を表す。
ここでは薬局を例に置く。例えば患者が薬を処方してもらうにあたり、患者は同じ薬を希望するにしても医師診断を受けねばならず、薬局で同じ薬を処方してもらうにも時間がかかる。ここまでが本サービスの要点となるフロントエンドに類する範囲である。またその背景では薬剤師が類似した薬を梱包せねばならない作業や薬局のマネージャーからコストの観点から薬の在庫管理を厳しく扱われる。患者には直接関係はないが問題の原因となっている範囲、ここがバックエンドに当たる。
続いて実際の作成手順を記す。ステークホルダーマップの製作手順は多々あり、正しい手順があるものではない。ここで記すのはその制作手順の一つである。
(1) まずはそのサービスを取り巻く関係者を洗い出す。
実際にステークホルダーマップを作るにあたって、重要になるのはフロントエンド及びバックエンドにどのような人物が関わっているか、と言う点にある。ここで上げている人物と言うのは個人名ではなく、その人の役割であることが多い。上記の例では薬剤師、患者などがこれに値する。
(2) 関係者同士の関係を補足する。
(1)にて洗い出した人々が一体どのような関係性にあるのかを記述するステップである。ここに記す関係性はそのサービスの問題点となる関係性を記述する。上記の例では薬を処方して貰うにあたり、医者と患者の関係性に当てはまるのは『同じ薬を処方してもらうだけなのに診察を受けねばならない』という問題点になる。
(3) サービスを取り巻く環境を分析する
関係性の記述が終わり、ある程度の記述が終われば次はそのステークホルダーマップを見つめ、そのサービスに問題がありそうな可能性などを考察し分析する。ここで現れた可能性なども書き加えていく。

## その他方法論
ステークホルダーマップはあくまでサービスを開発するうえでの方法論の一つであり、サービスを企画し完成させるまでの流れの中で例えば、以下の様なツールが存在する。
カスタマージャーニーマップ
カスタマージャーニーマップとはユーザーがサービスを利用する際にユーザーが接する様々な段階のタッチポイントと、
その時生じる感情の起伏をサービス利用時の流れに沿って視覚化するツール。
他のツールとの相違点としては、ユーザーを取り巻く環境をわかりやすく理解することに重点を置いていることである。
また慶應義塾大学SFCデザイン思考研究所によると、“無意味に思えることも、実際は驚くべきインサイトを生み出す金塊でありえます。”と説明されているように、ユーザーの日常の何気ないことから、サービスの改善点や新たな発見が見つかることがある。
マインドマップ
表現したい概念の中心となるキーワードやイメージを中央に置き、そこから放射状にキーワードやイメージを広げ、つなげていく。思考を整理し、発想を豊かにし、記憶力を高めるために、想像 (imagination) と連想 :(association) を用いて思考を展開する。この方法によって複雑な概念もコンパクトに表現でき、非常に早く理解できるとされ、注目され始めている
シックスハット法
シックスハット法はエドワード・デ・ボノ氏によって開発されたアイデア思考法である。並行思考を活用し、その場にいるメンバーが同じ視点に立って議論を展開していくことを複数回繰り返すことで半強制的にアイデアを生み出す方法である。シックスハットの名の通り、
- 白(事実・情報)：客観的立場から事実のみを述べる
- 赤(感情・気分)：感情や気分を述べる
- 黄(楽観)：議論するテーマの長所のみを述べる
- 黒(悲観)：議論するテーマの短所やリスクを述べる
- 緑(発展・想像・可能性)：以上で上がった意見をまとめる
- 青(プロセス)：議論の方法や過程を考察する

の6つの帽子を随時かぶりながら話し合いを進めていく。どの帽子から始めるか、特に制限がないが青の帽子から被り最後も青の帽子を被り討論するのが無難である。
PREP法
Point(ポイント、結論)、Reason(理由)、Example(例)、Point(ポイント、結論)の頭文字を取ったものであり、アイデアを論理的に、具体的に組み立てていくための方法である。
1. アイデアについてのポイントや結論を書く
2. なぜそう考えたのかという理由を書く
3. 理由の根拠となるような具体的な例を挙げる
4. 理由や例を踏まえて再度要点や結論を書く

上記の4つの工程を繰り返しアイデアをより具体化していくことがPREP法の目的である。